# Sanjay Gupta
Sanjay Gupta (संजय गुप्ता) (Novi, 23 ottobre 1969) è un neurochirurgo statunitense, e assistente professore di neurochirurgia presso la Emory University School of Medicine e direttore associato del servizio di neurochirurgia al Grady Memorial Hospital di Atlanta, Georgia.
Conosciuto come personalità mediatica su questioni riguardanti la salute, è conosciuto soprattutto come corrispondente medico del programma sulla salute vincitore di Emmy Award Sanjay Gupta, MD, e per essere frequentemente ospite di altre trasmissioni come American Morning, Larry King Live e Anderson Cooper 360°. I suoi reportage dal Charity Hospital di New Orleans, in Louisiana, subito dopo l'uragano Katrina, gli hanno fatto vincere l'Emmy Award nel 2006. Gupta tiene anche una rubrica sulla rivista Time ed è un inviato speciale per la CBS. I suoi libri Chasing Life e Death Cheating sono stati nella lista dei best seller nazionali del New York Times. Il suo ultimo libro Monday Mornings sarà adattato in una serie televisiva con David E. Kelley e Gupta nelle vesti di produttori esecutivi.
Dal 1997 al 1998, è stato uno dei quindici componenti del progetto White House Fellows, soprattutto come consulente di Hillary Clinton. Nel gennaio 2009, è stata diffusa la notizia che a Gupta era stata offerta la posizione di Chirurgo generale degli Stati Uniti per l'amministrazione Obama, ma aveva rinunciato alla candidatura. Nel gennaio 2011, è stato nominato come "una dei 10 celebrità più influenti" dalla rivista Forbes.